# 키무라 츠나
키무라 츠나(일본어: 木村つな, 1993년 3월 15일 ~ )는 일본의 코스프레 모델, 전 성인 비디오 여배우, 풍속업 종사자이다. 오니기리를 좋아해 그 속에 들어가는 재료를 생각하다가, 사케(연어), 타라코(대구알) 등의 후보군 중에서 츠나(참치)로 예명을 만들었다. 2012년, 18세의 나이로 업계에 데뷔했으며, 앳된 외모와 달리 다양한 하드코어 작품을 촬영했다.
초등학교 3학년 무렵부터 AV를 보기 시작해 매력을 느꼈다. 고등학생 시절 출석 일수 부족 등으로 좋은 대학에 진학하기 어려워졌기에, 고교 졸업 후에 자위대에 지원해 합격 통보를 받았다. 하지만 이 때 천식이 도져서 입대 거부되었다. 그녀의 부모님은 대학에 가서 좋은 남편감을 찾으라고 했으나, 이 말에 반항심이 생겨 평소에 흥미가 있던 AV 업계에 발을 들였다. 2017년 2월 25일 자신의 트위터에 더 이상 AV활동을 하지 않는다고 올렸다.

## 같이 보기
- 성인 비디오 / 배우